# Amir (Kibbuz)
Amir (hebräisch עָמִיר ʿAmīr, deutsch ‚Garbe‘) ist ein Kibbuz im Norden Israels, der Kibbuz hatte 2018 592 Einwohner.
Kibbuz Amir war die letzte Siedlung, die während der Zeit des Arabischen Aufstands als so genannte Turm-und-Palisaden-Siedlung gegründet wurde. Die Gründer Amirs hatten zunächst einige Jahre in Chadera gelebt, ehe sie am 29. Oktober 1939 innerhalb eines Tages Turm, Gebäude und Befestigung des Kibbuz errichteten. Kamil Bey, Scheich des Beduinenstammes der Ġawarnah (غَوَارْنَة), denen zwischen Chalisa (خَالِصَة, seit 1951: Qirjat Schmonah) und dem Fuß des Golans weite Teile der Chulasümpfe gehörten, hatte das Sumpfland dem Jüdischen Nationalfonds verkauft, der es an den Kibbuz in Erbpacht weiter vermittelte. Der Scheich und seine Stammesangehörigen wurden ihrer Landverkäufe an Juden wegen von arabischen Nationalisten angefeindet. Auch der Kibbuz wurde mehrfach von arabischen Nationalisten angegriffen. Im Großen Arabischen Aufstand (1936–1939), seinerzeit größte Erhebung gegen eine britische Kolonialverwaltung, schloss Kamil Bey sich den paramilitärischen فصائل السلام / Faṣāʾil al-Salām / ‚Friedensgruppen‘ der Nationalen Verteidigungspartei um Fachri al-Naschaschibi (فخري النشاشيبي, Neffe Raghib al-Naschaschibis) an, die arabische Angriffe zu verhüten suchten, was ihm weitere arabisch-nationalistische Ablehnung eintrug.
Amir liegt zentral in der Chulaebene direkt am Jordan, den hier der Gescher Joseph überspannt. In der Anfangszeit hatten die Siedler durch die Lage am Rande der Chulasümpfe auch mit der Malaria zu kämpfen. Seiner zentralen Lage wegen errichtete der Regionalrats Oberes Galiläa am Ort das Regionale Theater (תֵּאַטְרוֹן אֲזוֹרִי) als Kulturhaus, inzwischen aufgegeben bildet es eine offene Ruine. Wirtschaftliche Grundlage des Kibbuz ist heute vor allem die Landwirtschaft; der Kibbuz baut unter anderem Obst und Baumwolle an. Amir am Ostufer des Jordans ist  am Südrand des Ortes durch eine Brücke für Lokalverkehr mit dem Nachbardorf Kfar Blum am gegenüberliegenden Ufer verbunden. 